# Beyond Hell / Above Heaven
Beyond Hell / Above Heaven – czwarty album studyjny duńskiego zespołu Volbeat pt. „Beyond Hell/Above Heaven”.

## Lista utworów
Opracowano na podstawie materiału źródłowego.
1. The Mirror and the Ripper – 4:01
2. Heaven Nor Hell – 5:23
3. Who They Are – 3:43
4. Fallen – 5:01
5. A Better Believer – 3:25
6. 7 Shots – 4:45
7. A New Day – 4:07
8. 16 Dollars – 2:49
9. A Warrior’s Call – 4:24
10. Magic Zone – 3:52
11. Evelyn – 3:30
12. Being 1 – 2:22
13. Thanks – 3:43

## Twórcy
Opracowano na podstawie materiału źródłowego.
- Michael Poulsen – śpiew, gitara
- Jon Larsen – perkusja
- Anders Kjølholm – gitara basowa
- Thomas Bredahl – gitara